# Aprionyx
Aprionyx is een geslacht van haften (Ephemeroptera) uit de familie Leptophlebiidae.

## Soorten
Het geslacht Aprionyx omvat de volgende soorten:
- Aprionyx argus
- Aprionyx intermedius
- Aprionyx natalica
- Aprionyx pellucidula
- Aprionyx peterseni
- Aprionyx rubicundus
- Aprionyx tabularis
- Aprionyx tricuspidatus